# Vladimir Čedić
Vladimir Čedić (cyr. Владимир Чедић, ur. 6 października 1987 roku w Nowym Sadzie) – serbski siatkarz grający na pozycji środkowego lub atakującego.
W sezonie 2010/2011 występował na parkietach PlusLigi w drużynie AZS Olsztyn. W lutym 2011 kontrakt Serba został rozwiązany za porozumieniem stron z powodu przedłużającej się kontuzji.

## Osiągnięcia klubowe
- Mistrzostwo Serbii z Radnički Kragujevac (2009, 2010)
- Puchar Serbii z Radnički Kragujevac (2008)

## Nagrody i wyróżnienia
- najlepszy blokujący ligi serbskiej (2009, 2010)